# Ato Essandoh
Ato Essandoh (Schenectady, 29 juli 1972) is een Amerikaans acteur.

## Biografie
Essandoh werd geboren in Schenectady bij Ghanese ouders. Hij doorliep de high school aan de New Rochelle High School in New Rochelle waar hij in 1990 zijn diploma haalde. Hierna ging hij studeren aan de Cornell-universiteit in Ithaca (New York) waar hij zijn Bachelor of Science haalde in chemische technologie. Het acteren heeft hij geleerd aan de Acting Studio in New York.

## Filmografie

### Films
Uitgezonderd korte films.
- 2024 Justice League: Crisis on Infinite Earths - Part Two - als mr. Terrific (stem)
- 2024 Justice League: Crisis on Infinite Earths - Part One - als mr. Terrific (stem)
- 2023 Reptile - las Dan Cleary
- 2022 Outpost - als Earl
- 2019 X-Men: Dark Phoenix - als Jones
- 2016 Jason Bourne - als Craig Jeffers
- 2014 Wish I Was Here - als acteur op auditie
- 2012 Django Unchained – als D'Artagnan
- 2012 The Discovers – als Winston
- 2010 Camp Hell – als jonge priester
- 2010 Get Him to the Greek – als Afrikaanse drummer
- 2008 Nights in Rodanthe – als geliefde van Jean
- 2008 Mia et le Migou – als Baklava (Engelse stem)
- 2007 Millennium Crisis – als Harkness
- 2006 Brother's Shadow – als Soy
- 2006 Blood Diamond – als Commandant Rambo
- 2006 East Broadway – als Jamal
- 2005 Prime – als Damien
- 2005 Hitch – als Tanis
- 2004 Saving Face – als Jay
- 2004 Garden State – als Titembay
- 2003 Si' Laraby – als Kahlil
- 2002 Roger Dodger – als uitsmijter
- 2001 The Accident – als Cassius
- 2001 The Experience Box – als Daniel

### Televisieseries
Uitgezonderd eenmalige gastrollen.
- 2023 The Diplomat - als Stuart Heyford - 8 afl.
- 2021-2023 Agent Stoker - als EnGAGE - 13 afl.
- 2022 Let the Right One In - als Frank - 3 afl.
- 2016-2021 Chicago Med - als dr. Isidore Latham - 33 afl.
- 2020 Away - als Kwesi Weisberg-Abban - 10 afl.
- 2020 Tales from the Loop - als Gaddis - 5 afl.
- 2017-2020 Altered Carbon - als Vernon Elliot - 11 afl.
- 2019 The Code - als majoor Trey Ferr - 13 afl.
- 2012-2018 Elementary – als Alfredo Llamosa – 9 afl.
- 2011-2016 Blue Bloods – als Darnell Potter – 7 afl.
- 2016 Vinyl - als Lester Grimes - 10 afl.
- 2015 Girls - als D. August - 3 afl.
- 2014 Believe - als FBI agent Garner - 5 afl.
- 2012-2013 Copper – als Dr. Matthew Freeman – 23 afl.
- 2011-2012 Treme – als ?? – 2 afl.
- 2011 Damages – als bom expert – 3 afl.
- 2010 Law & Order: Criminal Intent – als Hassan – 2 afl.

- Bibsys: 4103472
- International Standard Name Identifier: 0000 0000 5901 2541
- Library of Congress Control Number: no2009048741
- Virtual International Authority File: 86309574
- WorldCat: E39PBJcrccYPrVKWDpbYM3DQbd